# 长毛狸藻
长毛狸藻（學名：Utricularia longeciliata）为狸藻屬小型至中型食虫植物。其种加词“longeciliata”来源于拉丁文“longe”和“cilium”，意为“长”和“纤毛”，指花萼的流苏状边缘。长毛狸藻为南美洲的特有种，存在于巴西、哥伦比亚、圭亚那、苏里南及委内瑞拉。长毛狸藻陆生于潮湿的砂质土壤中，海拔分布范围为0至1400米。其四季开花。1844年，阿方斯·比拉姆·德康多爾正式描述了长毛狸藻。